# Лав, Кортни
Ко́ртни Лав (англ. Courtney Love; настоящее имя — Ко́ртни Мише́ль Ха́ррисон, англ. Courtney Michelle Harrison; род. 9 июля 1964, Сан-Франциско, Калифорния, США) — американская актриса, рок-певица, автор песен, вокалистка и гитаристка рок-группы Hole. Вдова лидера группы Nirvana Курта Кобейна.

## Биография

### Ранние годы
Кортни Лав, урождённая Кортни Мишель Харрисон, родилась в 1964 году в семье контркультурного деятеля Хэнка Харрисона и психотерапевта Линды Кэрролл. Кэрролл приходится дочерью писательнице Пауле Фокс, а отцом её слухи называют Марлона Брандо. Во второй половине 1960-х годов Харрисон в течение непродолжительного времени был роуди (дорожным менеджером) Grateful Dead.
Детство Кортни было трудное. В 1969 году родители Кортни развелись, а Хэнк Харрисон был лишён родительских прав. Среди аргументов в пользу этого решения в суде прозвучало обвинение в том, что он давал малолетней дочери ЛСД. В 1970 году Линда обосновалась в хипповской коммуне в Орегоне. Скоро она вышла замуж за Фрэнка Родригеса, позже официально удочерившего Кортни, и родила ему ещё двух дочерей. Младший их ребёнок, мальчик, умер во младенчестве от врождённой болезни сердца, когда Кортни было десять лет. В этот период Кортни посещала начальную школу в Юджине; хотя преподаватели оценивали её как талантливого ребёнка, у неё были проблемы с учёбой и непростые взаимоотношения со сверстниками. В девять лет ей диагностировали лёгкую форму аутизма.
В 1972 году Линда развелась с Родригесом и перебралась с семьёй в Новую Зеландию. Здесь Кортни какое-то время обучалась в Нельсонской женской школе. В конечном счёте её отправили назад к приёмному отцу в Орегон. В четырнадцать лет она украла из магазина футболку и была направлена в исправительное учреждение для подростков. Следующие несколько лет она находилась под опекой государства. После снятия опеки Кортни содержала себя, подрабатывая на различных работах, в том числе стриптизёршей и диджеем. Некоторое время она посещала курсы английского языка и философии в Портлендском государственном университете.
В 1981 году Кортни получила от приёмных бабушки и дедушки в доверительную собственность небольшую сумму денег и потратила их на переезд в Ирландию. Там она поступила в Тринити-колледж, где в течение двух семестров изучала богословие. В британском Ливерпуле она познакомилась с музыкантом Джулианом Коупом и какое-то время жила с ним в его доме. Позже она вернулась в Соединённые Штаты, некоторое время обучалась в Университете штата Сан-Франциско и (позднее) в Сан-Францисском институте искусств. Чуть позже судьба занесла её в Японию, где она работала танцовщицей.
В 1985 году, по возвращении в Америку, Кортни пробуется на роль Нэнси, подружки басиста Sex Pistols Сида Вишеса, в полубиографическом фильме режиссёра Алекса Кокса Сид и Нэнси, но ей приходится довольствоваться ролью приятельницы Нэнси. Кокс доверяет ей главную роль в своём следующем фильме, Прямо в ад. Фильм привлёк внимание Энди Уорхола, и в 1987 году она появилась в его персональном ток-шоу Andy Warhol’s Fifteen Minutes. Вскоре после этого, однако, она оставляет актёрскую карьеру.

### Музыкальная карьера
В начале 1980-x годов Кортни собрала свою первую группу, Sugar Baby Doll, с подругами Урсулой Вер и Робин Барбер. Группа не оставила после себя ни одной записи, хотя ходят слухи о неопубликованных демо-плёнках. В 1982 году Кортни познакомилась с музыкантами из только что образовавшейся группы Faith No More и уговорила их взять её в состав. Вскоре, однако, они решили, что женский вокал им не подходит, и Кортни была вынуждена уйти из группы, оставшись при этом с ними в дружеских отношениях. В 1984 году она познакомилась с Кэт Бьелланд, ставшей её подругой и соперницей на много лет. В 1985 году Кортни, Кэт, Дженнифер Финч и Дженис Танака организуют группу Pagan Babies. Группа записала одну демо-кассету и распалась из-за творческих разногласий между Кортни и Кэт. После этого Кэт основала Babes in Toyland, Дженнифер Финч позднее играла на басу в L7, а барабанщица Дженис Танака сотрудничала со многими альтернативными рок-группами как сессионный музыкант.
К 1989 году Кортни освоила гитару и дала в местном самиздатовском рок-журнале объявление: «Хочу собрать группу. Влияния: Big Black, Sonic Youth, Fleetwood Mac». На объявление откликнулся гитарист Эрик Эрландссон. Барабанщицей в новообразованной группе стала Кэролайн Рю, а басисткой — соседка Кортни Лиза Робертс, которую позже заменила Джилл Эмери. Кортни назвала группу «Hole» по строчке из трагедии Еврипида «Медея». Первый сингл Hole, «Retard Girl», вышел в 1990 году. В тот момент для группы было характерно тяжёлое, абразивное нойз-роковое звучание с грайндкоровыми и No Wave-влияниями. На следующий год Hole записывают свой первый полноформатный альбом, Pretty on the Inside, с Ким Гордон из Sonic Youth в качестве продюсера. Альбом встречен критиками с одобрением и появляется в списке лучших релизов года Spin.
В 1992 году Кортни выходит замуж за лидера Nirvana Курта Кобейна и приостанавливает работу в группе в связи с беременностью. Перед этим она готовит материал для сингла Beautiful Son, посвящённого Кобейну, и записывает кавер-версию песни «Over the Edge» для трибьют-альбома Wipers. В 1993 году, после рождения ребёнка, Кортни и Курт дают свой единственный совместный концерт на благотворительном фестивале «Rock Against Rape» («Рок против насилия»).
Летом 1993 года состав Hole радикально сменяется: барабанщицу Кэролайн Рю заменяет Патти Шемель, а новой басисткой становится Кристен Пфафф. В обновленном составе группа начинает готовиться к записи нового альбома, Live Through This. Он вышел весной 1994 года — по трагическому совпадению, всего через несколько дней после смерти Курта Кобейна, покончившего с собой в начале апреля. Фирме пришлось в спешном порядке редактировать уже готовый к выпуску альбом — заключительным треком на него была включена песня «Rock Star», иронизировавшая над рвущимися к славе молодыми музыкантами и включавшая в себя строчку: «Хотел бы ты быть в Nirvana?», что могло быть сочтено неуважением к покойному. Live Through This был выдержан в более радиоформатном поп-гранжевом стиле, нежели его предшественник, но, по мнению критиков, отличался сильным песенным материалом и продуманным саундом. Альбом стал «платиновым» и был высоко оценён прессой. Через два месяца после его выхода произошла вторая трагедия — Кристен Пфафф умерла от передозировки героина. Новой басисткой группы стала Мелисса Ауф дер Маур. Первый концерт Hole после смерти Кобейна состоялся в августе 1994 года на Редингском рок-фестивале
В последующие годы Кортни активно снимается в кино, в том числе получает роль Алтеи Флинт, супруги порно-магната Ларри Флинта в фильме Милоша Формана «Народ против Ларри Флинта». В 1998 году, наконец, выходит новый альбом Hole — Celebrity Skin, выдержанный в стилистике пауэр-попа. Альбом стал мультиплатиновым, а заглавный сингл с него стал единственным релизом Hole, занявшим первое место в Modern Rock Tracks. После выхода Celebrity Skin Ауф дер Маур ушла из группы. В 2002 Hole официально объявили о распаде.
В 2004 году Лав выпустила свой первый сольный альбом America’s Sweetheart, написанный в соавторстве с Линдой Перри. Оценки критики были преимущественно негативными.
В 2009 году Кортни объявляет, что Hole снова начинают концертную деятельность. Это заявление встречает смешанную реакцию, поскольку, кроме Кортни, в новом составе группы не осталось ни одного оригинального участника. Эрик Эрландссон, гитарист и соавтор большинства песен Hole, заявляет в интервью журналу Spin, что Кортни не имеет права собирать группу без его согласия по условиям имеющегося между ними соглашения. Кортни прокомментировала это в своём «Твиттере» так: «Он сошёл с ума, Hole — моя группа, моё имя и моя Торговая [sic] марка». Участниками нового состава Hole становятся Мико Ларкин, Шон Дейли и Стю Фишер. Первый альбом возрождённых Hole, Nobody’s Daughter, вышел в 2009 году. Значительную часть альбома составляют песни, написанные для сольной пластинки Кортни How Dirty Girls Get Clean, выход которой планировался в середине 2000-x годов, но был отменён. Оценки критиков были смешанными с уклоном в сторону негатива.
В октябре 2012 года Кортни сообщила Rolling Stone о возобновлении сольной карьеры, упомянув о записи нового сингла «This Is War». 29 декабря 2012 года Лав выступила сольно, дав акустический концерт в «Electric Room» в Нью-Йорке. В конце 2012 года Кортни записала дуэт с Майклом Стайпом под названием «Rio Grande» для сборника Son of Rogue’s Gallery (2013). В январе 2013 года в Star Bar в Park City состоялось её первое официальное сольное шоу после финального тура Hole. В марте 2013 года Лав записала с Fall Out Boy песню «Rat a Tat» для альбома Save Rock and Roll (2013) и снялась в клипе на неё. В интервью Bust Magazine Кортни утверждает, что у неё уже есть новые песни: «Wedding Day» — агрессивная рок-композиция и «Calfornia», продолжающая тему, заданную «Malibu», «Subset Strip» и «Pacific Coast Highway»
В апреле 2014 года появились новости о возможном воссоединении Hole в классическом составе (Лав, Эрикссон, Ауф дер Маур, Шемель). Многие издания расценили слова Кортни о том, что она начнёт репетировать вместе с бывшими товарищами по группе, как объявление о реюнионе, но сама она высказывается на этот счёт более осторожно: «Ситуация пока очень неустойчивая, ничего, может, и не получится».

### Другие проекты
В 2004 году Кортни в сотрудничестве с Мисао Кудзирадо и Ай Ядзавой создала мангу «Принцесса Аи». Сюжет манги частично основан на фактах из реальной биографии Кортни с фантастическими элементами и повествует о талантливой певице Аи, оказавшейся принцессой из другого мира.
В октябре 2006 года вышла книга Грязная блондинка: дневники Кортни Лав — альбом, состоящий из её реальных дневников, коллажей и черновиков песен, воспроизведённых в факсимильном виде.
В 2012 году состоялась выставка рисунков Кортни Лав под названием And She’s Not Even Pretty. В настоящее время она работает над автобиографией.

### Личная жизнь
В 1989 году Кортни Лав на протяжении нескольких месяцев была замужем за Джеймсом Морландом, вокалистом группы The Leaving Trains. Впоследствии она отзывалась об этом браке как о «шутке». Морланд стал продюсером первого сингла Hole, «Retard Girl». После этого она около года встречалась с Эриком Эрландссоном, гитаристом Hole, но их отношениям положил конец роман Кортни с Билли Корганом из Smashing Pumpkins, оказавшийся, впрочем, недолгим. При этом Лав и Корган сохранили дружеские отношения, и он сотрудничал с ней при записи её поздних альбомов.
В 1991 году Кортни начинает встречаться с Куртом Кобейном, фронтменом группы Nirvana. Сведения о дате их знакомства разнятся, в различных источниках называются 1989, 1990 и даже 1991 годы; точно известно, что они были знакомы до «официального» начала их романа. В феврале 1992 года они поженились на пляже в Вайкики. Шесть месяцев спустя родилась их единственная дочь, Фрэнсис Бин Кобейн. В 1994 году Курт Кобейн был обнаружен мертвым с огнестрельным ранением головы в своем доме в Сиэтле. Полиция официально заявила, что это было самоубийство. Среди фанатов Nirvana начинают ходить слухи об убийстве, организацию которого приписывают Кортни. Она принципиально отказывается комментировать эти обвинения. В 2015 году на эту тему вышел фильм «Пропитанный отбеливателем».
Во второй половине 1990-x годов у Кортни был недолгий роман с Эдвардом Нортоном. В начале 2000-x годов слухи связывают её имя со Стивом Куганом.
Кортни впервые начала употреблять наркотики в подростковом возрасте, и эта проблема сопровождала её почти всю жизнь. В 1992 году её едва не лишили родительских прав по обвинению в том, что она употребляла героин во время беременности (санкции распространялись и на Курта Кобейна). В 1996 году она прошла реабилитацию по настоянию Милоша Формана, снимавшего её в фильме «Народ против Ларри Флинта». В 2000-х годах её снова периодически замечают находящейся под воздействием наркотиков. В июле 2004 года, на свой сороковой день рождения, она попыталась покончить с собой и была доставлена в психиатрическую клинику. После ряда появлений на публике под воздействием наркотиков (в частности, в телешоу Late Show with David Letterman и The Comedy Central Roast), в 2006 году её приговаривают к принудительному лечению. По словам Кортни, с 2007 года она остаётся «чистой».
Кортни Лав практикует буддизм с 1989 года и принадлежит к организации светских буддистов Сока Гаккай. Она известна также как феминистская активистка и защитница прав ЛГБТ.

## Музыкальные влияния
Подростком, находясь в исправительном заведении для несовершеннолетних, Кортни открыла для себя Patti Smith Group и The Pretenders. Патти Смит и Крисси Хайнд сильно повлияли на неё и в некотором роде послужили для неё ролевыми моделями. В юности на неё оказали сильное влияние такие пост-панковые и нововолновые группы, как The Smiths, Joy Division, Bauhaus, Echo and the Bunnymen, Teardrop Explodes (с участниками последних двух она была знакома лично). Одновременно она слушала и более шумную и агрессивную, панк-ориентированную музыку, называя в числе любимых исполнителей Flipper и Dead Kennedys. Собирая Hole, в качестве главных ориентиров она назвала Sonic Youth, Big Black и Fleetwood Mac. Fleetwood Mac, и в частности солистка группы Стиви Никс, всегда имели для неё огромное значение, в 1996 году она записала кавер-версию их песни «Gold Dust Woman», а за пять лет до этого использовала семпл из песни «Rhiannon» в звуковом коллаже «Starbelly» с первого альбома Hole Pretty on the Inside. В 1990 году Кортни признавалась в интервью журналу Flipside: «Часть меня хочет играть грайндкор, а другая хочет писать поп в духе Raspberries».

## Дискография

### Альбомы
| Год  | Альбом                                                               | Места в чартах | Места в чартах | Места в чартах | Места в чартах | Места в чартах | Места в чартах | Места в чартах | Продажи |
| Год  | Альбом                                                               | U.S.           | UK             | AUS            | FRA            | NZ             | SWE            | AUT            | Продажи |
| ---- | -------------------------------------------------------------------- | -------------- | -------------- | -------------- | -------------- | -------------- | -------------- | -------------- | ------- |
| 2004 | America’s Sweetheart - 1й студийный альбом - Релиз: 10 февраля, 2004 | 53             | 56             | 40             | 85             | 26             | 13             | 62             | 250,000 |

### Синглы
| Год  | Название                                | Места в чартах | Места в чартах |
| Год  | Название                                | U.S.           | UK             |
| ---- | --------------------------------------- | -------------- | -------------- |
| 2004 | «Mono» - Релиз: 16 февраля, 2004        | 18             | 41             |
| 2004 | «Hold On To Me» - Релиз: 30 марта, 2004 | 39             | —              |

## Награды
| Год  | Премия                                        | Номинация                                 | Результат      |                                         |
| ---- | --------------------------------------------- | ----------------------------------------- | -------------- | --------------------------------------- |
| 1996 | Boston Society of Film Critics Awards         | Лучшая актриса второго плана              | Победа         | «Народ против Ларри Флинта» (кинофильм) |
| 1996 | New York Film Critics Circle Awards           | Лучшая актриса второго плана              | Победа         | «Народ против Ларри Флинта» (кинофильм) |
| 1997 | Chicago Film Critics Association Awards       | Самая многообещающая актриса              | Победа         | «Народ против Ларри Флинта» (кинофильм) |
| 1997 | Florida Film Critics Circle Awards            | Лучшая актриса второго плана              | Победа         | «Народ против Ларри Флинта» (кинофильм) |
| 1997 | Golden Globe Awards (премия «Золотой глобус») | Лучшая актриса (драма)                    | Номинация      | «Народ против Ларри Флинта» (кинофильм) |
| 1997 | MTV Movie Awards                              | Прорыв века                               | Номинация 1993 | «Народ против Ларри Флинта» (кинофильм) |
| 1997 | Satellite Awards                              | Лучшая актриса второго плана (драма)      | Победа         | «Народ против Ларри Флинта» (кинофильм) |
| 1997 | VH1 Fashion Awards                            | Лучший персональный стиль                 | Победа         | Персональная премия                     |
| 2001 | Кинофестиваль «Аутфест»                       | Выдающаяся актриса художественного фильма | Победа         | «Джули Джонсон» (кинофильм)             |

## Избранная фильмография
| Фильмы | Фильмы                     | Фильмы                                        | Фильмы                |
| Год    | На русском языке           | На языке оригинала                            | Роль                  |
| ------ | -------------------------- | --------------------------------------------- | --------------------- |
| 1986   | Сид и Нэнси                | Sid and Nancy                                 | Гретхен               |
| 1987   | Прямо в ад                 | Straight to Hell                              | Велма                 |
| 1988   | Кустари                    | Tapeheads                                     | Norman’s Spanker      |
| 1996   | Баския                     | Basqiuat                                      | Биг Пинк              |
| 1996   | Чувствуя Миннесоту         | Feeling Minnesota                             | Официантка Ронда      |
| 1997   | Народ против Ларри Флинта  | The People VS. Larry Flynt                    | Алтея Флинт           |
| 1999   | 200 сигарет                | 200 cigarettes                                | Люси                  |
| 1999   | Человек на Луне            | Man on the Moon                               | Линн Маргулис         |
| 2000   | Ритм                       | Beat                                          | Джоан Воллмер Берроуз |
| 2001   | Джули Джонсон              | Julie Johnson                                 | Клэр                  |
| 2002   | 24 часа                    | Trapped                                       | Шерил Хики            |
| 2005   | Трейлер к ремейку Калигулы | Trailer for a Remake of Gore Vidal’s Caligula | Калигула              |
| 2014   | Сыны анархии               | Sons of Anarchy                               | Мисс Харрисон         |
| 2010   | «Прямо в ад» возвращается  | «Straight to Hell Returns»                    | Велма                 |
| 2015   | Империя                    | Empire                                        | Эль Даллас            |
| 2015   | Месть                      | Revenge                                       | Уайт Голд             |
| 2015   | Кобейн: Чертов монтаж      | Cobain: Montage of Heck                       | Играет саму себя      |
| 2017   | Долгий дом                 | The Long Home                                 | Пёрл                  |